# Carrarese Calcio 1908 1999-2000
Questa voce raccoglie le informazioni riguardanti la Carrarese Calcio 1908 nelle competizioni ufficiali della stagione 1999-2000.

## Stagione
Nella stagione a cavallo del secolo 1999-2000 la Carrarese disputa il girone A del campionato di Serie C1, allenata da Giovanni Pagliari, raccoglie 41 punti con l'undicesimo posto finale, tre punti sopra la zona Play-out. Il torneo ha promosso direttamente in Serie B il Siena, mentre il Cittadella si è imposto nei Playoff. Nella Coppa Italia di Serie C la Carrarese disputa il girone G di qualificazione, vincendolo con 10 punti insieme al Siena, poi nei sedicesimi di finale incrocia lo Spezia, perde in casa (1-2) ma va a prendersi la rivincita e la qualificazione al Picco. Negli ottavi di finale con il Pisa, vince sotto la Torre (0-1), ma poi viene eliminata dai nerazzurri dal torneo, perdendo (0-2) allo Stadio dei Marmi.

## Rosa
| N. |                    | Ruolo | Calciatore         |
| -- | ------------------ | ----- | ------------------ |
|    | Italia (bandiera)  | D     | Roberto Civolani   |
|    | Italia (bandiera)  | D     | Marcello Cottafava |
|    | Italia (bandiera)  | D     | Carlo Diana        |
|    | Italia (bandiera)  | C     | Davide Di Terlizzi |
|    | Italia (bandiera)  | C     | Valeriano Fiorin   |
|    | Italia (bandiera)  | C     | Salvatore Giunta   |
|    | Italia (bandiera)  | C     | Giuseppe Granozi   |
|    | Italia (bandiera)  | D     | Matteo Matteazzi   |
|    | Italia (bandiera)  | A     | Alberto Nardi      |
|    | Brasile (bandiera) | A     | Paco Soares        |
|    | Italia (bandiera)  | C     | Fabio Papi         |

| N. |                   | Ruolo | Calciatore          |
| -- | ----------------- | ----- | ------------------- |
|    | Italia (bandiera) | P     | Stefano Pardini     |
|    | Italia (bandiera) | D     | Christian Pennucci  |
|    | Italia (bandiera) | A     | Andrea Pierotti     |
|    | Italia (bandiera) | A     | Andrea Pistella     |
|    | Italia (bandiera) | A     | Cristian Polidori   |
|    | Italia (bandiera) | C     | Roberto Ragone      |
|    | Italia (bandiera) | A     | Davide Ratti        |
|    | Italia (bandiera) | C     | Lorenzo Spagnoli    |
|    | Italia (bandiera) | D     | Fabrizio Stringardi |
|    | Italia (bandiera) | D     | Francesco Vincenti  |

## Risultati

### Campionato

#### Girone di andata
| Arbitro: | Palanca (Roma) |

|                   |           |  |
| Protti 46’ (rig.) | Marcatori |  |

| Carrara 12 settembre 1999 2ª giornata | Carrarese         | 0 – 0 | Sandonà | Stadio dei Marmi\| Arbitro: \| G. Rossi (Rimini) \| |
| Arbitro:                              | G. Rossi (Rimini) |       |         |                                                     |

| Arbitro: | Ferraro (Crotone) |

|                        |           |                              |
| Fiorin 20’ (rig.), 30’ | Marcatori | 75’ Ferracuti 90+4’ Manfredi |

| Arbitro: | Dondarini (Finale Emilia) |

|                   |           |                            |
| Borneo 16’ (rig.) | Marcatori | 44’ Matteazzi 55’ Pistella |

| Arbitro: | Angrisani (Salerno) |

|                         |           |  |
| Pistella 32’ Fiorin 86’ | Marcatori |  |

| Arbitro: | Girardi (San Donà di Piave) |

|             |           |  |
| Merloni 45’ | Marcatori |  |

| Arbitro: | N. Ayroldi (Molfetta) |

|                  |           |            |
| Fiorin 3’ (rig.) | Marcatori | 34’ Giusti |

| Arbitro: | Dattilo (Locri) |

|            |           |                            |
| Parisi 21’ | Marcatori | 47’ Polidori 56’ Cottafava |

| Arbitro: | Carlucci (Molfetta) |

|  |           |                                      |
|  | Marcatori | 18’ Argilli 39’ Arcadio 71’ Ghizzani |

| Arbitro: | Ferraro (Crotone) |

|                            |           |  |
| Femiano 40’ Belluomini 65’ | Marcatori |  |

| Arbitro: | Ardito (Bari) |

|           |           |                |
| Nardi 26’ | Marcatori | 67’ Pellissier |

| Arbitro: | Rizzoli (Bologna) |

|                         |           |  |
| Porfido 6’ Catanese 69’ | Marcatori |  |

| Arbitro: | M. Mazzoleni (Bergamo) |

|                         |           |  |
| Albieri 45’ Cinetto 51’ | Marcatori |  |

| Arbitro: | Carrer (Conegliano) |

|                                            |           |              |
| Granzoi 54’ Stringardi 63’ Paco Soares 88’ | Marcatori | 90+2’ Alteri |

| Arbitro: | Amato (Castellammare di Stabia) |

|            |           |  |
| Rocchi 34’ | Marcatori |  |

| Arbitro: | Micoli (Tivoli) |

|                                        |           |                  |
| Granzoi 34’ Matteazzi 45’ Pistella 72’ | Marcatori | 90+1’ Bertolotti |

| Arbitro: | Ferrari (Roma) |

|  |           |                                            |
|  | Marcatori | 39’ Granozi 43’ Stringardi 83’ Paco Soares |

#### Girone di ritorno
| Carrara 9 gennaio 2000 18ª giornata | Carrarese             | 0 – 0 | Livorno | Stadio dei Marmi\| Arbitro: \| Cuttica (Alessandria) \| |
| Arbitro:                            | Cuttica (Alessandria) |       |         |                                                         |

| San Donà di Piave 15 gennaio 2000 19ª giornata | Sandonà               | 0 – 0 | Carrarese | Stadio Verino Zanutto\| Arbitro: \| Sacco (Civitavecchia) \| |
| Arbitro:                                       | Sacco (Civitavecchia) |       |           |                                                              |

| Lecco 23 gennaio 2000 20ª giornata | Lecco                | 0 – 0 | Carrarese | Stadio Rigamonti-Ceppi\| Arbitro: \| Nicoletti (Macerata) \| |
| Arbitro:                           | Nicoletti (Macerata) |       |           |                                                              |

| Arbitro: | Rizzoli (Bologna) |

|                                 |           |  |
| Stringardi 27’ Paco Saoares 55’ | Marcatori |  |

| Arbitro: | Tonin (Piombino) |

|               |           |               |
| Del Prato 21’ | Marcatori | 90+3’ Pardini |

| Carrara 13 febbraio 2000 23ª giornata | Carrarese     | 0 – 0 | SPAL | Stadio dei Marmi\| Arbitro: \| Cenni (Imola) \| |
| Arbitro:                              | Cenni (Imola) |       |      |                                                 |

| Arbitro: | Lambertini (Bologna) |

|              |           |                           |
| Colacone 82’ | Marcatori | 18’ Nardi 70’ Paco Soares |

| Arbitro: | Valensin (Milano) |

|                 |           |                  |
| Paco Soares 54’ | Marcatori | 58’ Legrottaglie |

| Arbitro: | Rizzoli (Bologna) |

|                                             |           |  |
| Orocini 28’ (rig.), 43’ (rig.) Ghizzani 72’ | Marcatori |  |

| Carrara 19 marzo 2000 27ª giornata | Carrarese          | 0 – 0 | Pisa | Stadio dei Marmi\| Arbitro: \| Ponzalli (Firenze) \| |
| Arbitro:                           | Ponzalli (Firenze) |       |      |                                                      |

| Arbitro: | Rubino (Salerno) |

|                            |           |  |
| Pellissier 19’ A. Comi 86’ | Marcatori |  |

| Arbitro: | Santucci (Reggio Calabria) |

|              |           |             |
| Polidori 88’ | Marcatori | 44’ Porfido |

| Arbitro: | Palanca (Roma) |

|           |           |                 |
| Ratti 25’ | Marcatori | 17’, 26’ Scarpa |

| Arbitro: | Battistella (Conegliano) |

|                                |           |                |
| Alteri 9’ Zubin 60’ Brizzi 81’ | Marcatori | 90+2’ Pierotti |

| Arbitro: | Tonin (Piombino) |

|             |           |            |
| Granzoi 51’ | Marcatori | 41’ Rocchi |

| Reggio Emilia 7 maggio 2000 33ª giornata | Brescello              | 0 – 0 | Carrarese | Stadio Mirabello\| Arbitro: \| Evangelista (Avellino) \| |
| Arbitro:                                 | Evangelista (Avellino) |       |           |                                                          |

| Arbitro: | Niccolai (Livorno) |

|                 |           |  |
| Di Terlizzi 52’ | Marcatori |  |

### Coppa Italia Serie C

#### Girone G
| Arbitro: | Tonin (Piombino) |

|  |           |              |
|  | Marcatori | 39’ Polidori |

| Arbitro: | Dondarini (Finale Emilia) |

|                                  |           |               |
| Fiorin 31’ (rig.) Stringardi 35’ | Marcatori | 74’ Carruezzo |

| 29 agosto 1999 3ª giornata |  | – Turno di riposo Carrarese |  |  |

| Siena 1° settembre 1999 4ª giornata | Siena          | 0 – 0 | Carrarese | Stadio Artemio Franchi\| Arbitro: \| Palanca (Roma) \| |
| Arbitro:                            | Palanca (Roma) |       |           |                                                        |

| Arbitro: | Maselli (Lucca) |

|                                                 |           |  |
| Polidori 26’ (rig.) Pierotti 31’, 40’ Nardi 45’ | Marcatori |  |

#### Sedicesimi di finale
| Arbitro: | Cuttica (Alessandria) |

|                 |           |                  |
| Paco Soares 88’ | Marcatori | 29’, 62’ Zaniolo |

| Arbitro: | M. Mazzoleni (Bergamo) |

|                          |           |                                  |
| Sottili 36’ Catalano 45’ | Marcatori | 7’, 79’ Pistella 20’ Paco Soares |

#### Ottavi di finale
| Arbitro: | Ioseffi (Siena) |

|  |           |              |
|  | Marcatori | 34’ Pistella |

| Arbitro: | Pieri (Genova) |

|  |           |                          |
|  | Marcatori | 54’ Andreotti 89’ Tavano |